# 德米多夫角
德米多夫角（英語：Cape Demidov）是南極洲的海岬，位於南喬治亞島西端，處於威爾森港入口處南部，在1819年由俄羅斯探險隊發現，現時由英國海外領土管轄。